# Synagoge (Ellerstadt)
Die Synagoge in Ellerstadt stand in der Schuberstraße / Ecke Georg-Fitz-Straße. 1908 wurde sie aufgegeben und verkauft. Im Jahr 1970 erfolgte der Abriss.

## Synagoge
Das genaue Baujahr der Synagoge ist nicht bekannt. 1908 wurde das Gebäude, das sich in einem schlechten baulichen Zustand befand, nach der Auflösung der jüdischen Gemeinde Ellerstadt für 125 Reichsmark an die Gemeinde Ellerstadt verkauft. Sie diente ab diesem Zeitpunkt als Vereinshalle und als Lager- und Versteigerungshalle für Obst und Gemüse. Gegen Ende des Zweiten Weltkrieges wurden französische Kriegsgefangene in dem Gebäude untergebracht. Nach dem Krieg diente sie dem Männergesangsverein als Vereinsheim. 1970 wurde sie dann abgebrochen und auf dem Gelände wurde das neue Vereinsheim des Männergesangvereins errichtet.

## Jüdische Gemeinde Ellerstadt
Die ersten Juden siedelten im 18. Jahrhundert auf dem Gebiet von Ellerstadt. Es handelte sich um eine kleine jüdische Gemeinde. Im Jahr 1848 hatte die Zahl der Gemeindemitglieder mit 84 ihren Höchststand erreicht. Ab Mitte des 19. Jahrhunderts kam es zu Abwanderungen in größere Städte und zu Auswanderungen in die Vereinigten Staaten und die Zahl der Gemeindemitglieder ging stark zurück. Dies führte dazu, dass 1908 das für die Durchführung eines Gottesdienstes benötigte Minjan nicht mehr erreicht wurde. Die Gemeinde wurde daraufhin aufgelöst und die verbliebenen Mitglieder der jüdischen Gemeinschaft Ellerstadt gehörten ab diesem Zeitpunkt zur jüdischen Gemeinde Fußgönheim. Neben der Synagoge verfügte die Gemeinde über eine Mikwe und eine jüdische Schule. Zeitweilig war sehr wahrscheinlich ein eigener Lehrer angestellt, der auch die Aufgaben des Vorbeters und Schochet innehatte. Die Toten wurden auf dem jüdischen Friedhof Wachenheim beigesetzt.

## Entwicklung der jüdischen Einwohnerzahl
| Jahr | Juden      | Jüdische Familien | Bemerkung                                 |
| ---- | ---------- | ----------------- | ----------------------------------------- |
| 1801 | 58         |                   | 10 Prozent der Bevölkerung von Ellerstadt |
| 1808 | 52         |                   |                                           |
| 1825 | 56         |                   |                                           |
| 1848 | 84         |                   |                                           |
| 1875 | 33         |                   |                                           |
| 1900 | 19 oder 20 |                   | verschiedene Angaben in den Quellen       |
| 1924 | 9          |                   |                                           |
| 1932 | 2          |                   |                                           |

Quelle: alemannia-judaica.de; jüdische-gemeinden.de;

## Opfer des Holocaust
Das Gedenkbuch – Opfer der Verfolgung der Juden unter der nationalsozialistischen Gewaltherrschaft 1933–1945 und die Zentrale Datenbank der Namen der Holocaustopfer von Yad Vashem führen 7 Mitglieder der jüdischen Gemeinschaft Ellerstadt (die dort geboren wurden oder zeitweise lebten) auf, die während der Zeit des Nationalsozialismus ermordet wurden.
| Name   | Vorname    | Todeszeitpunkt    | Alter     | Ort des Todes                                                         | Bemerkung | Quellen |
| ------ | ---------- | ----------------- | --------- | --------------------------------------------------------------------- | --- | --- |
| Kahn   | Paula      | 8. Mai 1945       | 63 Jahre  | Konzentrationslager Auschwitz                                         | Deportation am 22. Oktober 1940 nach Internierungslager Gurs. Deportation ab Sammellager Drancy am 10. August 1942 nach Konzentrationslager Auschwitz | Yad Vashem (Datenbank, Datensatz Nr. 11535167 und Nr. 11165653) / Gedenkbuch für die Opfer der NS-Judenverfolgung in Deutschland             |
| Löb    | Babette    | 8. September 1941 | 72 Jahre  | Deportation am 22. Oktober 1940 ab Baden nach Internierungslager Gurs | Internierungslager Gurs | Yad Vashem (Datenbank, Datensatz Nr. 11581805) / Gedenkbuch für die Opfer der NS-Judenverfolgung in Deutschland                              |
| Strauß | Ferdinand  | unbekannt         | unbekannt | Deportation am 22. Oktober 1940 ab Baden nach Internierungslager Gurs | Internierungslager Gurs | Yad Vashem (Datenbank, Datensatz Nr. 11643409) / Gedenkbuch für die Opfer der NS-Judenverfolgung in Deutschland                              |
| Strauß | Irma       | 5. November 1941  | 53 Jahre  | Deportation am 22. Oktober 1940 ab Baden nach Internierungslager Gurs | Internierungslager Gurs | Yad Vashem (Datenbank, Datensatz Nr. 11643579) / Gedenkbuch für die Opfer der NS-Judenverfolgung in Deutschland                              |
| Strauß | Lina       | 23. November 1941 | 66 Jahre  | Deportation am 22. Oktober 1940 ab Baden nach Internierungslager Gurs | Internierungslager Gurs | Yad Vashem (Datenbank, Datensatz Nr. 8947719, Nr. 3222320 und Nr. 11643782) / Gedenkbuch für die Opfer der NS-Judenverfolgung in Deutschland |
| Strauß | Max Albert | 1. Januar 1941    | 70 Jahre  | Deportation am 22. Oktober 1940 ab Baden nach Internierungslager Gurs | Internierungslager Gurs | Yad Vashem (Datenbank, Datensatz Nr. 7194840, Nr. 3222232 und Nr. 11643870) / Gedenkbuch für die Opfer der NS-Judenverfolgung in Deutschland |
| Weiss  | Emma       | 16. Januar 1946   | 67 Jahre  | Saint-Laurent-Du Pont                                                 | Deportation am 22. Oktober 1940 ab Baden nach Internierungslager Gurs. Am 17. März 1941, Deportation nach Internierungslager Recebedou                | Gedenkbuch für die Opfer der NS-Judenverfolgung in Deutschland                                                                               |